# Pilsach
Pilsach település Németországban, azon belül Bajorországban. Lakosainak száma 2960 fő (2023. december 31.). Pilsach Neumarkt in der Oberpfalz, Berg bei Neumarkt in der Oberpfalz és Velburg községekkel határos.

## Népesség
A település népessége az elmúlt években az alábbi módon változott:
| Lakosok száma | 289  | 497  | 1235 | 2212 | 2689 | 2731 | 2863 | 2838 | 2987 | 2960 |
|               | 1875 | 1950 | 1975 | 1987 | 2012 | 2014 | 2016 | 2017 | 2021 | 2023 |